# Пожарные Чикаго
«Пожа́рные Чика́го» (также известный как                             «Чикаго в огне») (англ. Chicago Fire) — американский драматический телесериал, созданный Майклом Брандтом и Дереком Хаасом, а также Диком Вульфом в качестве исполнительного продюсера. Это первая часть франшизы «Чикаго». Премьера «Пожарных Чикаго» состоялась на канале NBC 10 октября 2012 года. Сериал рассказывает о буднях пожарных и парамедиков 51-й части пожарного департамента Чикаго, которые спасают и защищают жителей Чикаго.
27 февраля 2020 года канал NBC продлил телесериал на девятый, десятый и одиннадцатый сезоны. Премьера десятого сезона состоялась 22 сентября 2021 года.
10 апреля 2023 года телеканал NBC продлил телесериал на двенадцатый сезон. Премьера двенадцатого сезона телесериала состоялась на NBC 17 января 2024 года.
21 марта 2024 телеканал NBC продлил телесериал на тринадцатый сезон. премьера тринадцатого сезона состоялась 25 сентября 2024
Осенью 2025 года на NBC выйдет четырнадцатый сезон.

## Сюжет
Сериал рассказывает о профессиональной и личной жизни пожарных, спасателей и парамедиков вымышленной пожарной части № 51 Чикагского пожарного департамента, в которой базируются машины 51 и 81, бригада 3, батальон 25 и скорая помощь 61. После гибели ветерана пожарной службы Эндрю Дардена между лейтенантом Мэтью Кейси (Джесси Спенсер), командиром машины 81, и лейтенантом Келли Северайдом (Тейлор Кинни), командиром бригады 3, возникают разногласия, и они обвиняют друг друга в смерти своего коллеги. Новичком на станции является Питер Миллс, кандидат в пожарные, приписанный к машине 81, который идёт по стопам своего покойного отца несмотря на возражения матери. Под руководством начальника 25-го батальона Уоллеса Бодена, также работают два парамедика: Габриэла Доусон и Лесли Шей (после смерти Лесли — Сильви Бретт). Каждую смену команда сталкивается с вопросами жизни и смерти и принимают сложные решения, рассчитывая на помощь и поддержку от коллег и друзей.

## Актёры и персонажи

### Основной состав
- Джесси Спенсер — капитан (ранее — лейтенант) Мэттью Кейси, машина 81. Кейси является капитаном 51-й части и командиром машины 81, он второй по значимости сотрудник части после шефа Уоллеса Бодена. Опытный мастер и плотник, в свободное от службы время подрабатывает внештатным строительным подрядчиком. Несмотря на свою замкнутость и сдержанную манеру поведения, он всегда защищает своих подчинённых и пользуется у них уважением. В четвертом сезоне был избран олдерменом, в конце пятого сезона уходит с этой должности, разочаровавшись в политике. В первом сезоне Кейси встречался с доктором Хейли Томас, с пятого по седьмой сезон был женат на Габриэле Доусон. В начале шестого сезона (серия «Ещё больший сюрприз») шеф батальона Боден повышает Кейси в звании до капитана. В финале девятого сезона (серия «Выживших нет») Кейси начинает встречаться с парамедиком Сильви Бретт. В 10 м сезоне они решили расстаться, но в конце 11 сезона приехал в Чикаго по делам, после встречи с Сильви понял, что не может ее потерять и сделал ей предложение. В 12 сезоне 6 серии сыграют свадьбу. В 5 серии 10 сезона принимает решение уйти в длительный отпуск на 3 года и переехать в Орегон, чтоб позаботиться о сыновьях погибшего Дардена, пока младшему не исполнится в 18, там же устраивается лесным пожарным. Появилась информация что 200 серия стала последней для Джесси Спенсера в проекте.
- Тейлор Кинни — лейтенант Келли Северайд, бригада 3. Келли является лейтенантом 51-й части и командиром бригады 3, он третий по значимости сотрудник части после шефа Уоллеса Бодена. В отличие от Кейси, он харизматичен и является «дамским угодником». Северайд и Кейси являются друзьями с тех пор, как они учились в Пожарной академии Чикаго, но их дружба подвергается испытанию после гибели на пожаре коллеги по работе. Отец Келли  — шеф Бенни Северайд, давний приятель шефа Бодена и Генри Миллса, отца стажёра Питера Миллса. В финале четвёртого сезона (серия «Superhero») Келли начинает встречаться со Стеллой Кидд. В серии «Панический страх» девятого сезона они объявляют о помолвке.
- Моника Рэймунд — Габриэла «Габби» Доусон, бывший старший парамедик / кандидат в пожарные; скорая 61 / машина 81 (сезоны 1—6; гостевая роль в сезонах 7—8). Доусон — одна из немногих женщин в 51-й части, и окружающие мужчины относятся к ней как к сестре. Была старшим парамедиком на скорой 61, но была переведена на машину 81 после того, как закончила Пожарную академию и сдала экзамены. Впоследствии вновь вернулась к работе на скорой, когда её место на машине 81 занял Джим Борелли. С пятого по седьмой сезон была замужем за Мэттом Кейси. В финальной серии «Широкий жест» шестого сезона Габи покинула Чикаго, чтобы работать вместе со спасательным отрядом в Пуэрто-Рико. Вернулась в премьерном эпизоде седьмого сезона «Под присмотром», чтобы попрощаться с Кейси, а затем также появилась на благотворительном балу в серии «Лучший друг волшебство» c» восьмого сезона. Габриэлла — младшая сестра детектива Антонио Доусона из «Полиции Чикаго» и «Правосудия Чикаго».
- Лорен Джерман — Лесли Элизабет Шэй, парамедик, скорая 61 (сезоны 1—2; гостевая роль в сезоне 3). Опытный парамедик, водитель скорой, любимица мужчин 51-й части. Соседка по квартире Келли Северайда и его лучшая подруга. Лесли — открытая лесбиянка, которая не боится шутить по этому поводу. Погибает в конце второго сезона во время пожара, устроенного пироманьяком. Память о ней в виде именной надписи увековечена на двери скорой 61.
- Чарли Барнетт — бывший пожарный-стажёр / пожарный / старший парамедик Питер Миллс; машина 81 / бригада 3 / скорая 61 (сезоны 1—3). Следуя по стопам отца, Питер становится стажёром на машине 81. Продемонстрировав свои способности, он получает место в бригаде 3. Однако его переводят на скорую 61 после того, как из-за болезни он теряет сертификат пожарного. Миллсу удается восстановится и вернутся к работе в бригаде 3, но он решает уехать из Чикаго и работать со своей семьёй  в Северной Каролин, открыв семейный ресторан.
- Дэвид Эйгенберг — лейтенант (ранее — старший пожарный) Кристофер Геррманн, машина 51; ранее машина 81. Один из самых возрастных сотрудников 51-й части. После пяти безуспешных попыток с шестого раза сдает экзамен на лейтенанта и в седьмом сезоне (серия «30% ловкости рук») его назначают командовать машиной 51. Будучи лейтенантом, Геррманн занимает в 51-й части четвертый по значимости пост после шефа Бодена. Он постоянно впутывается в сомнительные авантюры; вместе с Отисом и Габриэлой вкладывает средства в открытие бара «У Молли». «У Молли» является любимым местом отдыха не только пожарных и парамедиков, но также сотрудников «Полиции Чикаго» и «Медиков Чикаго». Кристофер является отцом пятерых детей.
- Имонн Уокер — заместитель шефа округа (ранее — шеф батальона) Уоллес Боден, батальон 25.  В 51-й части он надзирает за работой пожарных и спасателей на машинах 81, 51 и 3, а также парамедиков на скорой 61. Будучи ветераном пожарной службы, шеф Боден заслужил преданность и уважение подчиненных и не боится рисковать ради них своей карьерой. После несчастного случая на пожаре на его спине остались страшные шрамы от ожогов.  В конце второго сезона Боден делает предложение и женится на Дане (Мелисса Понцио), которая в третьем сезоне рожает ему сына. В конце седьмого сезона участвует в выборах комиссара Пожарного Департамента, но из за политических интриг проигрывает Карлу Гриссому, бывшему наставнику Келли Северайда. В начале 10 сезона получает повышение до заместителя начальника округа.
- Юрий Сардаров[англ.]  — пожарный Брайан «Отис» Звонечек (повторяющаяся роль в первом сезоне; сезоны 2—8), машина 81. До прихода Питера Миллса Отис был стажёром на машине 81. В конце третьего сезона после перехода Круза в бригаду 3 Отис становится водителем машины 81. После получения смертельных ранений во время тушения пожара на фабрике матрасов в седьмом сезоне (серия «Я тебя не оставлю») Отис умирает в премьерной серии восьмого сезона  «Священная земля», успев в больнице перед смертью попрощаться с Крузом. Позже, Круз назвал своего новорожденного сына в память о погибшем коллеге. Ему постоянно поручали работу с подъемным оборудованием, и его прозвище «Отис» произошло от названия компании Otis Elevator Company.
- Кристиан Столт[англ.] —  старший пожарный Рэнди «Мауч» Макхолланд, машина 81 (повторяющаяся роль в первом сезоне; сезон 2  — настоящее время).  Мауч выступает в качестве юридического советника и является представителем профсоюза для членов команды, когда они сталкиваются с дисциплинарными взысканиями. Он получил своё прозвище из-за того, что почти всегда смотрит телевизор, когда нет вызовов: «наполовину человек (man), наполовину диван» (couch). Жена Мауча — сержант Труди Платт (Эми Мортон) из «Полиции Чикаго», на которой он женится в четвёртом сезоне.
- Джо Минозо[англ.] — пожарный Джо Круз, пожарный / водитель (повторяющаяся роль в первом сезоне; сезон 2  — настоящее время); машина 81 / машина 3. Уроженец гангстерских районов в окрестностях Гумбольт-парка. На протяжении первых двух сезонов пытался вызволить своего младшего брата из уличной банды. В финале третьего сезона (серия «Спартак») перевёлся в бригаду 3. Непродолжительное время встречался с Сильви Бретт в третьем сезоне. В эпизоде «Осветите вещи» восьмого сезона он женится на Хлое Аллен. До перевода в бригаду 3 был водителем машины 81. В 5 эпизоде 10 сезона у него рождается сын, названный в честь Отиса, Брайан Леон Круз. Также усыновил с женой мальчика которого Джо спас на пожаре.
- Тери Ривз[англ.] — доктор Хейли Томас (сезон 1), бывшая невеста Мэтта Кейси. Они расстались из-за разных взглядов и несовпадающих графиков работы, что мешало им проводить время вместе, но остались друзьями. Томас погибла во время поджога клиники после того, как обнаружила, что один из её коллег в клинике продавал лекарства торговцам наркотиками.
- Кара Киллмер — старший парамедик Сильви Бретт, скорая 61 (сезон 3 — 12 сезон). Бретт пришла в скорую 61 на место погибшей Шэй и получила повышение до старшего парамедика после увольнения Джессики Чилтон. В третьем сезоне встречалась с Джо Крузом. Жила в одной квартире с Габи Доусон до её свадьбы с Кейси. В пятом и шестом сезонах Бретт встречалась с Антонио Доусоном, братом Габи. В седьмом и восьмом сезонах встречалась с капелланом Кайлом Шеффилдом. В восьмом сезоне с Сильви выходит на связь её биологическая мать Джули. между ними постепенно налаживаются отношения, но в восемнадцатой серии Джули умирает из за осложнений при родах, родив девочку, названную Омелией. В финальной серии девятого сезона «Выживших нет» начинает встречаться с капитаном Мэттью Кейси. После вынужденного переезда Кейси, остается в Чикаго для продвижения своей идеи по улучшению работы службы Скорой помощи, но продолжает поддерживать с ним отношения на расстоянии. В 10 м сезоне решили расстаться. Но в конце 11 сезона неожиданно Кейси вернулся, сделал Сильви предложение, она согласилась. В 12 сезоне 6 серии сыграли свадьбу. Позже она переехала к нему и мальчикам с приемной дочерью.
- Дора Мэдисон Бёрдж — Джессика «Чилли» Чилтон, бывший старший парамедик (повторяющаяся роль в сериях 21—23 третьего сезона; главная роль в сериях 1—14 четвёртого сезона). Пришла на замену Питеру Миллсу в качестве старшего парамедика. В четвертом сезоне непродолжительное время встречалась с Джимми Борелли. Была уволена шефом Боденом после того, как из-за смерти своей сестры едва не убила пациентку, дав ей неправильное лекарство, а затем начала злоупотреблять алкоголем. После увольнения Чилли обратилась за помощью к  Келли Северайду, и он отвёл её на встречу Анонимных Алкоголиков.
- Стивен Р. Маккуин — бывший стажёр / парамедик Джимми Боррелли (сезоны 4–5). Он появляется в первом эпизоде четвёртого сезона «Пусть горит» в качестве стажёра на машине 81. В четвёртом сезоне непродолжительное время встречается с Джессикой «Чилли» Чилтон. Он также ненадолго заменяет её в качестве парамедика на скорой 61 после её увольнения. После гибели своего брата в горящем здании Джимми тяжело переживает его смерть, обвиняя в ней шефа 51-й части Бодена. В конечном итоге возвращается на машину 81. В начале пятого сезона на вызове получает тяжелые ожоги в результате взрыва машины, теряет зрение, после чего прощается с карьерой пожарного.
- Миранда Рэй Мейо — лейтенант (ранее — пожарный) Стелла Кидд, машина 81 (повторяющаяся роль в четвёртом сезоне; сезон 5  — настоящее время). Заменила Джима Борелли на машине 81. Она ненадолго подменяет Отиса в качестве водителя в шестом сезоне и постоянно заменяет после его смерти в восьмом сезоне. В эпизоде девятого сезона «Что будет дальше» после сдачи экзаменов её повышают до лейтенанта. В финале четвертого сезона «Супергерой» она начинает встречаться с лейтенантом Келли Северайдом. В эпизоде девятого сезона «Панический страх» они обручаются. После ухода Кейси была первой в списке на его замену в качестве командира машины 81, но не спешила занять должность, сосредоточившись на продвижении своей программы подготовки женщин пожарных. В 15 серии 10 сезона становится командиром расчета машины 81.
- Энни Илонзе — бывший парамедик Эмили Фостер, скорая 61 (сезон 7—8). Бывшая студентка-медик, заменившая Габриэлу Доусон на скорой 61. В финале восьмого сезона «Оригинальный колокол 51» она повторно подает документы в медицинскую школу, а в первой серии девятого сезона «Грохот второго города»  Бретт говорит, что Эмили приняли обратно и она работает в отделении COVID-19.
- Альберто Розенде — стажёр Блейк Галло, машина 81 (сезоны 8 — настоящее время). Последний новобранец 51-й части на машине 81, заменивший Брайана «Отиса» Звонечека после его смерти. Галло стал пожарным после того, как потерял всю свою семью во время пожара в доме. Как пожарный - имеет крайне рисковый характер, на грани с безрассудством, из за чего шеф Боден не хотел его брать в команду, а капитан Кейси периодически его отчитывал за рисковые действия. Как и Северайд - "Дамский угодник", имел недолгие любовные отношения Вайолет Миками, своей подругой по пожарной академии.
- Дэниэл Кайри — стажёр Даррен Риттер, машина 51 (повторяющаяся роль в сезонах 7—8; основная роль: сезон 9 — настоящее время). После того, как Херрманн увольняет Барнса за неуважение, Мауч предлагает ему на замену Риттера. Ранее, когда Риттер работал на машине 37, Мауч помог ему, когда тот застыл во время пожара, а затем Риттер сделал свой первый спасбросок. Риттер открытый гей, у него есть бойфренд Эрик и далматинец Тьюзди. В начале 10 сезона Риттер, Галло и Вайолет начинают производство собственного пива и создав успешный рецепт они побеждают на зимнем фестивале. Но их успех длится не долго, поскольку Риттер не записал рецепт их продукта.
- Адриян Рэй[англ.] — парамедик Джанна Маки, скорая 61 (сезон 9). Заменила Эмили Фостер на скорой 61. Джанна выросла в одном районе с Джо Крузом, который рекомендовал её на работу после ухода Фостер и очень опекает её. Она быстро производит хорошее впечатление на своих коллег и начинает флиртовать с Блейком Галло. В эпизоде «Двойной красный» девятого сезона она переводится из 51-й части в 33-ю, чтобы добиться продвижения по службе.
- Ханако Гринсмит — парамедик Вайолет Миками (повторяющаяся роль в сезонах 8—9; основная роль: сезон 10 — настоящее время). Парамедик из 20-й пожарной части и давняя соперница Блейка Галло по пожарной академии. Она и Галло встречаются в восьмом сезоне, но расстались из за склонности к риску. В девятом сезоне шеф Боден просит Вайолет временно перевестись в 51-ю часть, чтобы занять место на скорой 61 после ухода Джанны Макки, а Бретт вскоре убеждает её перевестись в 51-ю часть навсегда.

### Второстепенный состав
- Рэнди Флаглер — старший пожарный Гарольд Кэпп, бригада 3 (сезон 1 — настоящее время).
- Энтони Феррарис — пожарный Тони Феррарис, бригада 3 (сезон 1 — настоящее время).
- Дюшон Моник Браун[англ.] — Конни, секретарь шефа Бодена (сезоны 1—6). В начале 7-го сезона становится известно что Конни перешла на работу школьным психологом. Данное событие обусловлено смертью актрисы Дюшон Браун в марте 2018 года.
- Мэтт Галлини — пожарный Хосе Варгас, бригада 3 (сезон 1). Пожарный с 16-летним стажем оставляет службу после того, как получил ожог легких во время пожара на складе. Пытался совершить самоубийство, спрыгнув с крыши дома, но Северайд и Кейси отговорили его от этого.
- Шири Эпплби — Кларис Картэйдж, бывшая любовница Шэй (сезон 1).
- Кэтлин Куинлан — Нэнси Кейси (сезон 1), мать Мэтью и Кристин Кейси, которая в 1997 году убила своего жестокого мужа и попала в тюрьму. Это произошло за 15 лет до начала событий сериала. Позже была освобождена после того, как Мэтью дал впервые положительный отзыв во время очередного слушания о возможности её условно-досрочного освобождения от наказания.
- Сара Шахи — Рене Ройс (сезоны 1—2, 6), женщина, которая влюбляется в Келли, после того, как он спас её в дорожно-транспортном происшествии; они недолго встречаются.
- Трит Уильямс — Бенджамен «Бенни» Северайд — отец Келли Северайда (сезоны 1—2, 4—7) служивший вместе с шефом Уоллесом Боденом и отцом Питера Миллса Генри. У Бенни непростые отношения со своим сыном, поскольку он бросил Келли и его мать, когда мальчику было десять лет. У Бенни также была дочь Кэти от другой женщины, сводная сестра Келли. В серии «All The Proof» седьмого сезона Бенни умирает от инсульта.
- Мелисса Понцио — Донна Боден (сезон 2 — настоящее время), школьная учительница, в которую влюбляется шеф Боден и в конце концов женится. Она мать его сына Терренса.
- Джефф Хефнер — лейтенант Джефф Кларк (сезон 2, 5), бывший морской пехотинец ставший пожарным. После закрытия 33-й пожарной части Кларка переводят в бригаду 3. Его приход совпадает по времени с попытками Маклеод закрыть  51-ю часть, и Кларка обвиняют в том, что он её "крот". Получив травму на работе, он увольняется из Пожарного департамента Чикаго и начинает работать студентом-медиком в Chicago Med, а после окончания учебы начинает работать врачом на Гавайях.
- Эдвин Ходж — пожарный Рик Ньюхаус, бригада 3 (сезоны 2-3), ранее бригада 6. В свободное от работы время он занимается поиском пропавших без вести и развлекает своих коллег рассказами о своей «клиентуре».
- Мишель Форбс — Гейл Маклеод (сезон 2), финансовый консультант, нанятый штатом Иллинойс для поиска путей сокращения бюджета Пожарного департамента Чикаго, в том числе закрытия некоторых пожарных частей.
- Джон Хугенаккер — лейтенант Спеллман (сезон 2), пожарный, назначенный в пожарную часть 51 вместе с Кларком после сокращение бюджета Пожарного департамента.
- Кристин Евангелиста — Эллисон Рафферти, старший парамедик, скорая 61 (сезон 2), замена Доусон на скорой после того, как та начала тренироваться в Академии, чтобы стать пожарным.
- Бриттани Каррен — Кэти Нолан (сезоны 2,7), дочь Бенни Северайда и сводная сестра Келли.
- Александра Мец —  Элиза Миллс, сестра Питера Миллса (сезоны 1, 3). Она помогает маме управлять семейным рестораном.
- Робин Коффин —  Синди Геррманн, жена Кристофера Геррманна и мать их пятерых детей (сезоны 1—5, 8—10). В 11 сезоне боролась с раком.
- Уильям Смилли — Кевин Хэдли, бригада 3 (сезоны 1—3). Его переводят из 51-й части после неуместной шутки над Питером Миллсом и последующей стычки.
- Гордон Клэпп — капеллан Орловски (сезоны 2—7), духовный наставник в Пожарном департаменте Чикаго.
- Тедди Сирс — капеллан Кайл Шеффилд, преемник Орловски, ушедшего на пенсию. Встречался с парамедиком Сильви Бретт в седьмом и восьмом сезонах.
- Кэтлин Шеннет — Кайли Эстевес (сезон 8 - настоящее время), участница программы Стеллы Кидд по подготовке женщин пожарных, позже новая секретарша шефа Бодена.
- Брэтт Далтон — лейтенант Джейсон Пэлам (сезон 10), подменный лейтенант, позже заменивший Мэтта  Кейси на машине 81. В 14 эпизоде переходит в 25-ю часть на машину 72 и уступает командование машиной 81 Стелле Кидд.
- Майкл Харгров — неназванный шериф (4 сезон).

## Эпизоды
| Сезон | Сезон | Эпизоды | Оригинальная дата показа | Оригинальная дата показа | Рейтинг Нильсена | Рейтинг Нильсена    |
| Сезон | Сезон | Эпизоды | Премьера сезона          | Финал сезона             | Ранк             | Зрители в США (млн) |
| ----- | ----- | ------- | ------------------------ | ------------------------ | ---------------- | ------------------- |
|       | 1     | 24      | 10 октября 2012          | 22 мая 2013              | 51               | 7.78                |
|       | 2     | 22      | 24 сентября 2013         | 13 мая 2014              | 31               | 9.70                |
|       | 3     | 23      | 23 сентября 2014         | 12 мая 2015              | 47               | 9.65                |
|       | 4     | 23      | 13 октября 2015          | 17 мая 2016              | 31               | 10.47               |
|       | 5     | 22      | 11 октября 2016          | 16 мая 2017              | 26               | 9.92                |
|       | 6     | 23      | 28 сентября 2017         | 10 мая 2018              | 29               | 9.67                |
|       | 7     | 22      | 26 сентября 2018         | 22 мая 2019              | 14               | 11,37               |
|       | 8     | 20      | 25 сентября 2019         | 15 апреля 2020           | 8                | 11.70               |
|       | 9     | 16      | 11 ноября 2020           | 26 мая 2021              | 7                | 10.23               |
|       | 10    | 22      | 22 сентября 2021         | 25 мая 2022              | 5                | 9.84                |
|       | 11    | 22      | 21 сентября 2022         | 24 мая 2023              | 7                | 9.25                |
|       | 12    | 13      | 17 января 2024           | 22 мая 2024              | 7                | 8,79                |
|       | 13    | 22      | 25 сентября 2024         | 21 мая 2025              | TBA              | TBA                 |
|       | 14    | TBD     | осень 2025               |                          |                  |                     |

## Спин-оффы
27 марта 2013 года телеканал NBC объявил о планах по созданию спин-оффа «Пожарных Чикаго»,  полицейского драматического сериала под названием «Полиция Чикаго», посвященного работе полицейского департамента Чикаго. Создателем и продюсером нового шоу стал Дик Вульф, а Дерек Хаас, Майкл Брандт и Мэтт Олмстед выступили в качестве исполнительных продюсеров. Это сериал рассказывает о сотрудниках отдела расследования полицейского департамента Чикаго, а в главных ролях снялись Джейсон Бех, Джон Седа, София Буш, Джесси Ли Соффер, Патрик Флугер, Элиас Котеас, Марина Скверсьяти, Ларойс Хоукинс и Арчи Као.
В январе 2015 года был заказан второй спин-офф — «Медики Чикаго». В январе 2016 года был заказан третий спин-офф — «Правосудие Чикаго».